# 库尔松 (卡尔瓦多斯省)
库尔松（法語：Courson，法語發音：[kuʁsɔ̃] ⓘ）是法国卡尔瓦多斯省的一个旧市镇，属于维尔区。2017年，库尔松与临近的9个市镇合并为新市镇努德谢讷。

## 地理
库尔松（48°51'14"N, 1°4'52"W）面积16.7 平方千米，位于法国诺曼底大区卡爾瓦多斯省，该省份为法国西北部沿海省份，北濒大西洋英吉利海峡，东北与滨海塞纳省以海上边界相接，东临厄尔省，南至奧恩省，西与芒什省接壤。
与库尔松接壤的市镇（或旧市镇、城区）包括：丰特内尔蒙、圣欧班德布瓦、圣瑟韦卡尔瓦多斯、塞特弗雷尔、贝隆、蒙布赖、莫里尼。

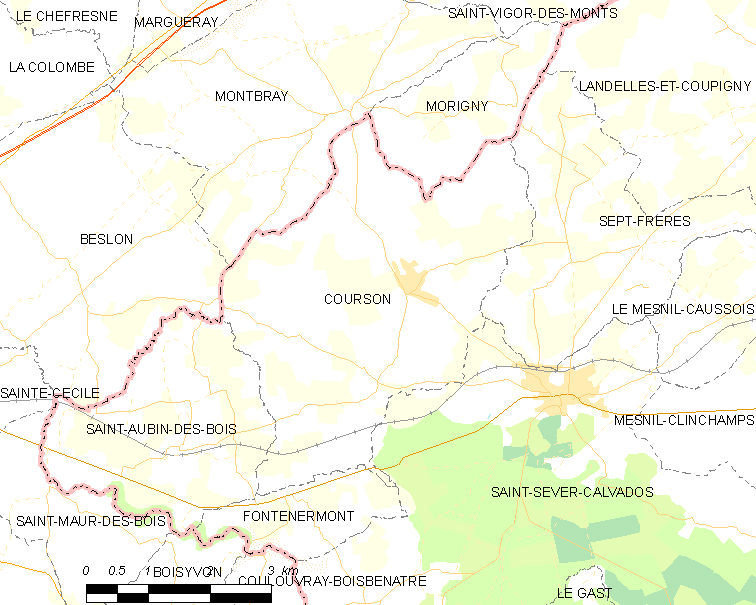
的OSM定位图

库尔松的时区为UTC+01:00、UTC+02:00（夏令时）。

## 行政
库尔松的邮政编码为14380，INSEE市镇编码为14192。

## 政治
库尔松所属的省级选区为维尔诺曼底县。

## 人口

1962-2008年间人口变化图示

库尔松于2018年1月1日时的人口数量为398人。